# Castelo de Lemberk

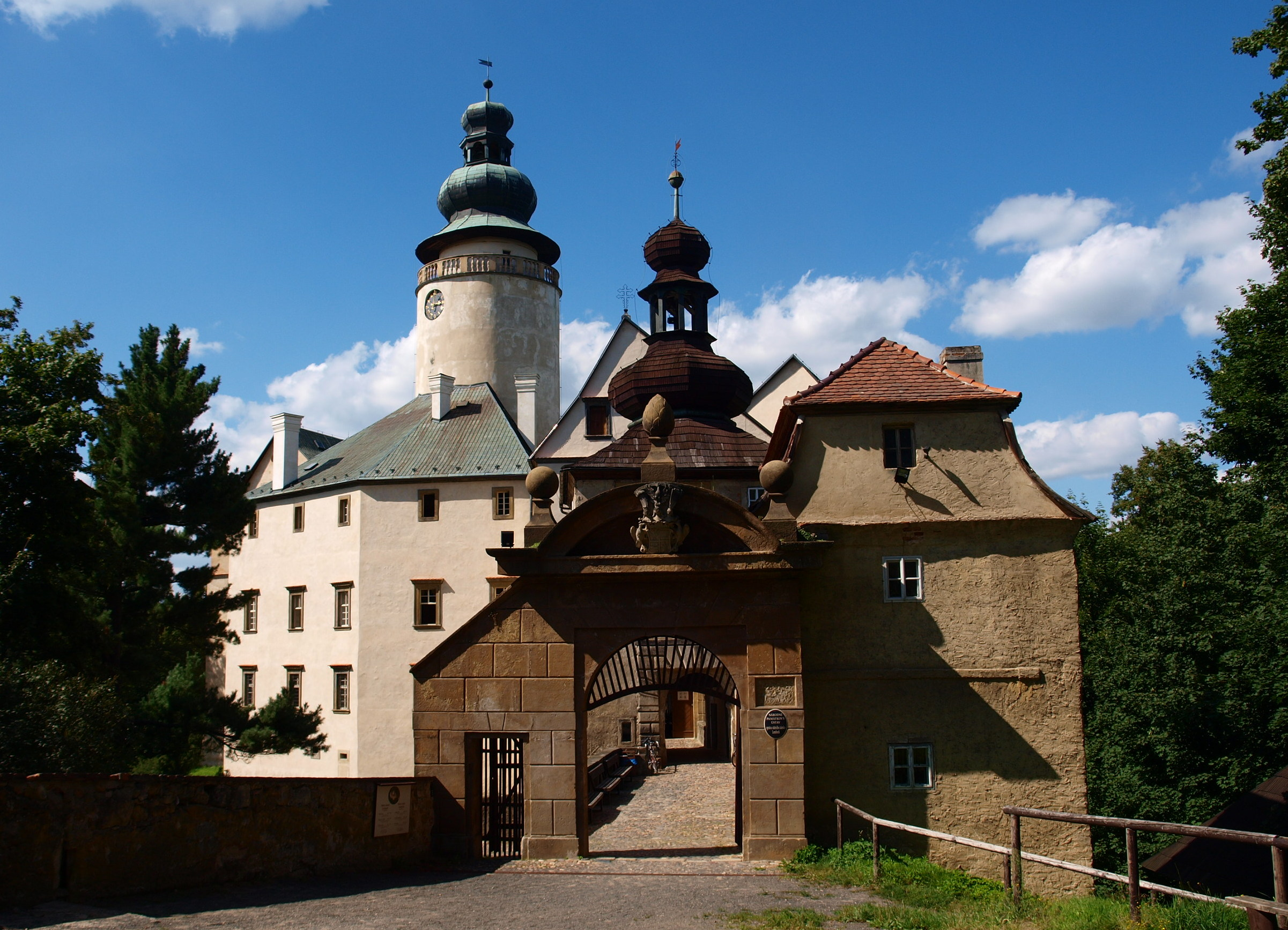

O Castelo de Lemberk está situado no coração dos Montes Lusácios, na aldeia de Lvová, logo a oeste de Liberec, na República Checa.
Foi construído no entre os séculos XII e XIII por Havel da dinastia Markvartic.